# 全國放送
全国放送（ぜんこくほうそう）是基幹放送的一種。

## 概要
根據總務省令放送法施行規則第60條附表第5號第8項放送対象地域的規定，全国放送是針對日本全國的廣播。

## 實際
根據總務省的告示基幹放送普及計画第3條，對於實施全国放送的事業者進行說明。

### 地上基幹放送
地上基幹放送包括廣播和電視。
廣播放送
- NHK廣播第2頻率
- 日經廣播電台

電視放送
- NHK教育頻道

目前，只有日經廣播社實施完全無地區差異的廣播。

### 衛星基幹放送
衛星基幹放送通過BS和東經110度的CS進行。以下是實施的基幹放送局提供事業者。
- BS放送衛星システム
- 東經110度CS完美天空JSAT集團

### 移動受信用地上基幹放送
移動受信用地上基幹放送可以在VHF-high帶進行多媒體和電視廣播。
由日本移動播送公司作為基幹放送局提供事業者進行。